# Дворики (Александровский район)
Дворики — деревня в Александровском районе Владимирской области России, входит в состав Краснопламенского сельского поселения.

## География
Деревня расположена в 17 км на юго-запад от центра поселения посёлка Красное Пламя и в 23 км на северо-запад от города Александрова, на старом ходе Ярославского шоссе, на пересечении трёх магистралей: Ярославского, Старо-Ярославского шоссе и магистрали 17А-2.

## История
В конце XIX — начале XX века деревня входила в состав Тирибровской волости Александровского уезда. В 1859 году в деревне числилось 3 дворов, в 1905 году — 21 дворов, в 1926 году — 20 дворов.
С 1929 года деревня входила в состав Старовского сельсовета Александровского района, с 1941 года — Успено-Мухановского сельсовета Струнинского района, с 1965 года — Александровского района, с 1969 года — Искровского сельсовета, с 2005 года — Краснопламенского сельского поселения.
В деревне 2020 году в пиццерии, расположенной в ТЦ «Флинт», снимали эпизоды фильма «Фея» с Константином Хабенским в главной роли.[значимость факта?]

## Население
| 1859 | 1905 | 1926 | 2002 | 2010 | 2021 |
| ---- | ---- | ---- | ---- | ---- | ---- |
| 15   | ↗104 | ↘55  | ↗56  | ↘21  | ↗72  |

## Экономика
Предприятия деревни:
- Строительный дом «Дворики»;
- Гостиничный комплекс «Зелёная Дубрава»;
- Пескобаза;
- Автотехцентр «Флинт»;
- Продовольственные магазины.